# Bastegöl (Eksjö socken, Småland)
Bastegöl är en sjö i Eksjö kommun i Småland och ingår i Emåns huvudavrinningsområde. Sjöns area är 0,017 kvadratkilometer och den är belägen 222 meter över havet.